# 아사카촌
아사카촌(일본어: 阿坂村)은 일본 미에현 이치시군에 있던 촌이다. 현재의 마쓰사카시의 복동부 에 해당한다.

## 역사
- 1889년 4월 1일 - 정촌제 시행에 의해 이치시군 아사카촌이 성립하였다.
- 1954년 10월 15일 - 마쓰사카시에 편입해 동일 아사카촌은 폐지되었다.

## 교통

### 도로
현재는 이세자동차도로가 구촌 지역을 통과하지만 당시에는 미개통 상태였다.

## 참고문헌
- 角川日本地名大辞典 24 三重県